# حواران (قصرقند)
حواران یا کداب، روستایی در دهستان هلونچکان بخش مرکزی شهرستان قصرقند در استان سیستان و بلوچستان ایران است.

## جمعیت
بر پایه سرشماری عمومی نفوس و مسکن در سال ۱۳۹۵، جمعیت این روستا برابر با ۱۰۰ نفر (۳۸ خانوار) بوده‌است.